# Basil Sydney
Basil Sydney est un acteur britannique né le 23 avril 1894 à St Osyth (Royaume-Uni), mort le 10 janvier 1968 à Londres (Royaume-Uni).

## Filmographie
- 1920 : Amour d'antan (Romance) de Chester Withey : le prêtre / le neveu du prêtre
- 1922 : Red Hot Romance de Victor Fleming : Rowland Stone
- 1932 : The Midshipmaid de Albert de Courville : Cmdr. Fosberry
- 1934 : Dirty Work de Tom Walls : Hugh Stafford
- 1934 : The Third Clue de Albert Parker : Reinhardt Conway
- 1935 : The Riverside Murder de Albert Parker : Inspector Winton
- 1935 : The White Lilac de Albert Parker : Ian Mackie
- 1935 : The Tunnel de Maurice Elvey : Mostyn
- 1936 : Blind Man's Bluff de Albert Parker : Dr. Peter Fairfax
- 1936 : Crime sur Londres (Crime Over London) de Alfred Zeisler : Joker Finnigan
- 1936 : The Amateur Gentleman (en) de Thornton Freeland : Louis Chichester
- 1936 : Rhodes of Africa de Berthold Viertel : Dr. Jim Jameson
- 1936 : Le Danger d'aimer (en) (Accused) de Thornton Freeland : Eugene Roget
- 1937 : Talk of the Devil de Carol Reed : Stephen Rindlay
- 1939 : Traitor's Gate (TV)
- 1939 : Les quatre justiciers (en) (The Four Just Men) de Walter Forde : Frank Snell
- 1940 : Shadowed Eyes de Maclean Rogers : Dr Zander
- 1940 : The Big Blockade
- 1941 : The Farmer's Wife de Norman Lee et Leslie Arliss : Samuel Sweetland
- 1941 : Spring Meeting de Walter C. Mycroft (en) : James
- 1942 : Ships with Wings de Sergei Nolbandov : Capt. Bill Fairfax
- 1942 : L'Ineffable Professeur Davis (The Black Sheep of Whitehall) de Will Hay et Basil Dearden : Costello
- 1942 : The Next of Kin de Thorold Dickinson : Naval captain
- 1942 : Went the Day Well? de Alberto Cavalcanti : Kommandant Orlter, alias Major Hammond
- 1945 : César et Cléopâtre (Caesar and Cleopatra) de Gabriel Pascal : Rufio
- 1947 : Meet Me at Dawn de Thornton Freeland : Georges Vermorel
- 1947 : Les Pirates de la Manche (The Man Within) de Bernard Knowles : Sir Henry Merriman
- 1947 : Jassy de Bernard Knowles : Nick Helmar
- 1948 : Hamlet de Laurence Olivier : Claudius, The King
- 1950 : The Angel with the Trumpet de Anthony Bushell : Francis Alt
- 1950 : L'Île au trésor (Treasure Island) de Byron Haskin : Capitaine Smollett
- 1951 : La Boîte magique (The Magic Box) de John Boulting : William Fox-Talbot
- 1952 : Ivanhoé (Ivanhoe) de Richard Thorpe : Waldemar Fitzurse
- 1953 : Salomé de William Dieterle : Pontius Pilate
- 1954 : Three's Company
- 1954 : L'Étoile des Indes (Star of India) de Arthur Lubin : King Louis XIV
- 1954 : L'Enfer au-dessous de zéro (Hell Below Zero) de Mark Robson : John Bland
- 1955 : Les Briseurs de barrages (The Dam Busters) de Michael Anderson : Air Chief Marshal Sir Arthur Harris, GCB, OBE, AFC
- 1955 : Simba de Brian Desmond Hurst : Mr. Crawford
- 1957 : Le Tour du monde en quatre-vingts jours (Around the World in Eighty Days) de Michael Anderson : un membre du Reform Club
- 1957 : Une île au soleil (Island in the Sun) de Robert Rossen : Julian Fleury
- 1957 : Sea Wife de Robert McNaught : Bulldog
- 1958 : A Question of Adultery de Don Chaffey : Sir John Loring
- 1959 : John Paul Jones, maître des mers (John Paul Jones) de John Farrow : Sir William Young
- 1959 : Au fil de l'épée (The Devil's Disciple) de Guy Hamilton : Lawyer Hawkins
- 1960 : A Story of David (TV) : King Saul
- 1960 : The 3 Worlds of Gulliver de Jack Sher : Emperor of Lilliput
- 1961 : Les Mains d'Orlac (The Hands of Orlac) de Edmond T. Gréville : Maurice Seidelman